# Тумэн-Дзасагту-хан
Тумэн-Дзасагту-хан (монг. Түмэн засагт хаан; 1539—1592) — монгольский хан из династии Северная Юань (1557—1592), старший сын и преемник монгольского хана Дарайсун-Годэн-хана.

## Биография
В 1557 году после смерти своего отца Дарайсун-Годэн-хана Тумэн-Дзасагту-хан, как самый старший из его трех сыновей, стал правителем чахарского ханства и номинальным великим ханом Монгольской империи. В его правление чахарские монголы завоевали и подчинили своей власти племена дауров и эвенков. В отличие своего отца, Тумэн-Дзасагту-хан смог объединить под своей властью все монгольские племена, избежав кровопролития. Алтын-хан признал верховную власть великого монгольского хана Тумэн-Дзасагту-хана. Его родственники заставили ойратские племена подчиниться верховной ханской власти. Тумэн-Дзасагту-хан организовал успешный поход в Китай, а также захватил Кукунор, назначив правителем там своего сына. В правление Тумэн-Дзасагту-хана монгольские ханы приняли тибетский буддизм. Тумэн-Дзасагту-хан заставил маньчжурские и тунгусские племена платить дань. Тумэн Дзасагту-хан организовывал и совершал опустошительные набеги на северные китайские провинции. Сыновья Тумэн-Дзасагту-хана (Буян-Сэцэн-хан и Сангарджай Тугурэн-джинон).